# 이윤성 (정치인)
이윤성(李允盛, 1944년 10월 2일~)은 대한민국의 언론인 출신 정치인이다. 제15·16·17·18대 국회의원을 지냈다.

## 생애
1944년 10월 2일, 함경북도 청진에서 출생했다. 1946년 6월에 일가족과 함께 김포로 이주했으며 이후 제물포에서 성장했다. 1963년, 제물포고등학교를 졸업했으며 한국외국어대학교에 진학해 서반아어학과를 졸업했다. 1968년, 육군 장교로 군 복무를 시작했으며 1970년에 육군 중위로 전역했다. 
1970년, 서울중앙방송국의 보도 기자로 입사했다. 사회부 기자로 활동했으며 1982년부터 보도본부 24시 앵커를 맡았고 1992년부터는 KBS 뉴스광장의 진행을, 1993년 7월 5일 부터는 KBS 뉴스 9의 진행을 맡았다. 1995년에 KBS를 퇴사했으며 정계에 입문했다.

## 경력
- 1970년: KBS 기자로 입사
- 1976년~1981년: KBS 정치부 차장
- 1981년~1988년: KBS 사회부 차장
- 1981년~1987년: KBS 보도본부 24시 뉴스 앵커
- 1988년~1989년: KBS 사회부 부장
- 1989년~1990년: KBS 일본 도쿄(동경) 특파원
- 1990년~1991년: KBS 국제외교부 부장대우
- 1991년~1992년: KBS 정치부 부장대우
- 1992년 1월~1993년 4월: KBS 뉴스광장, 기동취재 현장 앵커
- 1993년 5월~7월: 사건 25시 진행자
- 1993년 7월~1995년 5월: KBS 뉴스 9 앵커.
- 1995년 6월~8월: 민주자유당 당무위원 겸 제1부대변인
- 1995년 8월~10월: 김영삼 대통령 시대 청와대 비서실 행정관 겸 부대변인
- 1995년 10월~12월: 민주자유당 당무위원 겸 동당 인천광역시 지역 지구당 위원회 남동구갑 지구당원협의회 운영분과위원장
- 1995년 12월~1996년 7월: 신한국당 당무위원 겸 대변인
- 1995년 12월~1996년 8월: 신한국당 당무위원 겸 동당 인천광역시 지역 지구당 남동구갑 지구당원협의회 운영위원장
- 1996년 5월~2000년 5월: 제15대 한나라당 국회의원
- 한나라당 총재 특별보좌역
- 2000년 5월~2004년 5월: 제16대 한나라당 국회의원
- 2004년 5월~2008년 5월: 제17대 한나라당 국회의원
- 2004년 6월~2005년 8월: 한나라당 인천광역시당 위원장
- 2004년 9월~2005년 6월: 제17대 국회 개혁특별위원회 위원장
- 2006년 6월~2008년 5월: 제17대 국회 산업자원위원회 위원장
- 제17대 국회 건설교통위원회 위원
- 한나라당 인천지역 선거대책위원장
- 2008년 5월~2012년 5월: 제18대 국회의원(인천 남동구갑/한나라당)
- 2008년 7월~2010년 5월: 한중 의회 간 정기교류체제 회장
- 2008년 7월~2010년 5월: 제18대 국회 전반기 부의장
- 2010년 6월: 제18대 국회 외교통상통일위원회 위원
- 2012년 2월~2012년 5월: 제18대 국회의원(인천 남동구갑/새누리당, 무소속)
- 2012년 10월~2013년 2월: 제18대 대통령선거 새누리당 박근혜 후보 선거대책위원회 공동위원장
- 2013년 10월: 2014 인천아시안게임 조직위원회 고문
- 2013년~: 가천대학교 석좌교수
- 2017년 3월~2020년 3월: 제13대 인천광역시사회복지협의회 회장
- 2020년 3월~: 인천광역시사회복지협의회 고문
- 2021년 3월~: 국민의힘 상임고문
- 2021년 12월~2022년 3월: 국민의힘 인천을 살리는 선거대책위원회 선거대책위원장단 명예선거대책위원장
- 2022년 8월 ~: 국민의힘 인천시당 상임고문
- 2024년 3월~2024년 4월: 제22대 국회의원선거 국민의힘 인천선거대책위원회 명예공동선거대책위원장

## 방송
- 1986년 ~ 1987년: KBS 보도본부 24시
- 1992년 ~ 1993년: KBS 뉴스광장
- 1993년: 사건 25시
- 1993년 ~ 1995년 KBS 뉴스 9[1]

- 2012년 : MBN 뉴스 8
- 2013년 : 시사토크 두루치기

## 학력
- 1957년 신흥국교(지금의 인천신흥초등학교) 졸업
- 1960년 인천중학교 졸업
- 1963년 제물포고등학교 졸업
- 1968년 한국외국어대학교 서반아어학과 학사 졸업(64학번)

#### 비학위 수료
- 1997년 고려대학교 자연자원대학원 고위정책과정 수료
- 1998년 중앙대학교 국제경영대학원 최고경영자과정 수료
- 2002년 인천대학교 행정대학원 고위관리자과정 수료

## 이력
일제 강점기 함경북도 청진에서 출생하였고, 대한민국 경기도 인천에서 성장하였다. 1963년 제물포고등학교와 1968년 한국외국어대학교 서반아어학과(64학번)를 나온 그는 인천광역시 남동구 갑 지역구의 제15, 16, 17, 18대 국회의원을 역임하였으며, 제18대 국회 전반기 여당 몫의 국회부의장 출신이었다. 김영삼 정부 시대의 신한국당 당무위원 겸 대변인 등을 지냈으며, 대표적으로는 소위 상도동 및 친이계로 분류된다. 19대 총선에서 새누리당의 공천을 받지 못하자 탈당, 무소속으로 출마했다. 이후 MBN 시사토크 두루치기 및 주말 MBN 뉴스 8 진행자로 활동하기도 했다.

## 주요 행적 및 논란

### 언론인으로서의 행적
이윤성은 1970년 KBS 기자로 입사한 뒤 일본 도쿄 특파원, 보도국 사회부장을 거쳐 KBS 보도본부24시(1981 〜 1988), KBS 뉴스광장(1992 〜 1993), KBS 9시뉴스(1993 〜 1995) 등 굵직한 뉴스 프로그램의 앵커로 오랫동안 활동했다. 1995년 6월에 KBS 한국방송공사에서 퇴사하였으며 같은 해 1995년 민자당에 입당한 뒤 96년 15대 총선에서 신한국당 소속으로 출마해 국회의원에 당선됐으며 2000년 재선됐다. 그동안 신한국당 대변인과 신한국당・한나라당 대선기획단 홍보본부 전파매체단장(97년), 한나라당 중앙선거대책위원회 유세본부 본부장(2002년) 등을 역임했다.
한편 전두환 정권 시절 이윤성은 앵커로서 "군사독재정권의 나팔수" 역할을 했다는 비판이 있다. 실제로 그는 KBS 부주간으로 《특별기획-광주사태》 진행을 맡아서 80년 광주 상황에 대해 "흥분한 시위 군중과 계엄군의 충돌, 오해로 감정이 폭발되었고 여기에 불순분자들에 의해 조작된 기상천외의 유언비어는 지역감정마저 자극, 선동해서 군과 시민을 이간시키고 방화, 파괴, 살상을 유도하면서 끝내는 광주시 일원을 무정부 상태로까지 치몰아갔던 것"이라고 표현했다. 그는 또한 《보도기획-학원안정법》에서도 "좌경사상에 오염된 학생들은 하루 속히 치유를 해서 학원으로 돌아오도록 하고, 또 면학에 여념이 없는 대다수 학생들이 이들로부터 오염되지 않도록 보호되어야 한다"고 주장했다. 2003년 KBS노보는 이윤성의 이러한 행적을 이유로 그를 부역언론인 1호로 선정했으며, 이러한 행적에 대해 "군사독재 정권의 나팔수 노릇을 충실히 했다"고 비판했다. 또 "민주화 운동 앞에 위기를 맞은 정권을 옹호하기 위한 학원안정법 제정을 "정부의 결단"으로 표현하며 독재정권 주장을 그대로 반복했다"고 지적했다. KBS노보는 "전두환 정권과 노태우 정권, 김영삼 정권에 모두 충성을 바쳤다는 비판을 받으며 떠나간 KBS의 대표적 메인 앵커"라고 이 의원을 평한 뒤 "정계진출로 극우 보수세력의 나팔수 역할을 맡는데 그치지 않고 스스로 극우 보수세력에 자랑스럽게 편입되는 길을 택한 것"이라고 비판했다.

### 천안함 사태가 다행이라는 '망언'에 대한 논란
전국 동시 지방 선거를 앞두고 있던 2010년 5월 31일, 이윤성 의원은 여의도 당사에서 열린 수도권 선대위원장 기자간담회에서 인천시장 선거의 판세를 분석했다. 그런데 여기서 그는 “또 하나 반가운 것은 10명의 기초단체장 가운데 옹진군은 무투표로 당선됐고 나머지 9군데도 좀 어렵다고 생각했는데 다행히 천안함 사태가 바로 인천 앞바다(에서 일어났)다”며 “그렇기 때문에 다른 계층보다 느끼는 바가 달라 기초단체장도 1∼2곳의 경합 지역을 빼놓고는 다 우세 지역으로 궤도에 진입했다”고 발언해 구설수에 올랐다.
천안함 사태가 다행이라는 그의 발언에 대해 이후 각 당으로부터 비난이 쏟아졌다. 민주당 김유정 선대위 대변인은 “자신의 지역구인 인천 앞바다에서 천안함 사태가 발생한 것이 다행이고 행운이었다는 말을 서슴없이 쏟아내는 이 의원은 인천시민을 대표할 자격이 없는 사람”이라며 "망언"을 철회하고 희생자와 유가족, 그리고 국민에 사죄할 것을 촉구했다. 미래연합의 오형석 대변인도 논평에서 “이 의원의 망언을 규탄한다”며 “이번 발언은 국가적 불행인 천안함 사건이 한나라당에는 곧 행복이었음을 고백한 것이나 다름없다. 이번 망언에 대한 책임으로 의원직을 즉각 사퇴하고 국민들에게 사죄하라”고 촉구했다. 자유선진당의 박선영 대변인도“망발도 유분수”라면서 6월 1일 논평을 통해 “천안함 사태가 한나라당 선거 판세에 도움이 됐다는 이유로 ‘반가웠고’, 또 ‘다행히’라니. 구천을 떠도는 영령들과 국민 모두가 가슴을 치며 통곡할 일”이라고 비판했다.

### 공무원 연봉 부풀리기 논란

#### 사건의 발단
한나라당 이윤성의원은 2011년 8월 11일 기획재정부와 외교통상부, 행정안전부 등 15개 중앙부처에 근무하는 공무원의 평균연봉이 300인 이상 민간기업의 평균연봉 3,969만원에 비해 31%가량 많은 5,200만원으로 집계되었다고 밝혔다.

#### 반론
그러나, 이 의원의 이같은 주장은 사실 왜곡이라는 반론이 제기되었다. 이 의원이 300인 이상 민간기업 평균연봉을 산출한 근거 자료는 국가통계포털(kosis.kr)에 있는 고용노동부 「사업체임금근로시간조사」의 2010년 4분기 3개월 간의 평균월급(3,332천원)에 단순히 12개월을 곱한 부정확한 금액이라는 것이다. 실제로 행정안전부 관계자는 "이 의원이 공개한 민간기업 평균 연봉 통계치는 지난해 4.4분기 3개월간 평균 임금을 산정한 것"이라며 "실제 300인 이상 민간기업의 월 평균 임금은 429만으로 평균 연봉은 5천150만원"이라고 설명했다. 또한 민간부문은 일부 후생복지비용 등이 드러나지 않는 추정치로 직무성격, 평균 근무년수 등 통제변수를 고려하지 않고 전체 평균연봉을 단순 비교한 것이다. 실제로 지난 2010년말 기준으로 상용근로자 100이상 민간기업의 평균임금과 공무원간의 통제변수를 적용한 임금비교 결과 공무원보수의 민간기업 임금 접근율은 84.4%로서 지난 2005년 95%대의 접근율에서 점차적으로 격차가 더 벌어지고 있는게 현실이라고 한다. 게다가 공노총에서 조사한 바에 따르면, 62만 행정부 공무원 중 6급이하 공무원은 59만여명으로서 전체의 95%정도를 차지하고 있으며, 이들 6급이하 공무원의 2010년 평균연봉은 3,600여만원 수준이고, 지방자치단체를 포함한 전체 공무원으로 산정할 경우 3,400여만원 수준으로 오히려 300인이상 민간기업 대비 32%정도 적은 것으로 나타났다고 한다.

#### 노조의 반응
공무원노동조합총연맹은 국회의원이 일선 민원현장에서 열악한 근무환경과 부족한 인력으로 인한 과중한 업무에도 불구하고 묵묵히 본연의 업무에 최선을 다하는 공무원의 처우를 개선하여 대국민 행정서비스의 질적향상을 꾀하는 정책제안을 해줘도 시원찮은데, 왜곡된 자료를 인용하여 공직을 매도하기 위해 음흉한 술책으로 국민을 현혹시키려는 현실이 안타깝다고 밝혔다. 공노총은 또한 지난 8월11일자 언론오보 내용에 대해 정정보도를 요구하고, 공개 사과를 요청하는 한편, 공무원 처우개선대책에 솔선수범하라고 요구했다. 또한 한나라당을 비롯한 모든 정치인들에게 더 이상 공무원을 정치적 포퓰리즘으로 이용하지 말 것을 요구했다.

## 역대 선거 결과
|  | 54.18% |

|  | 54.89% |

|  | 45.77% |

|  | 57.81% |

|  | 12.25% |

## 소속 정당
| 소속 정당 | 소속 정당  | 소속 기간 | 비고           |
| --------- | ---------- | --------- | -------------- |
|           | 민주자유당 | 1995      | 정계 입문      |
|           | 신한국당   | 1995~1997 | 당명 변경      |
|           | 한나라당   | 1997~2012 | 합당           |
|           | 새누리당   | 2012      | 당명 변경      |
|           | 무소속     | 2012~2016 | 탈당           |
|           | 새누리당   | 2016~2017 | 복당 정계 은퇴 |
|           | 자유한국당 | 2017~2020 | 당명 변경      |
|           | 미래통합당 | 2020      | 합당           |
|           | 국민의힘   | 2020~현재 | 당명 변경      |

## 같이 보기
- 남동구 갑
- 인천 남동구의 국회의원
- 대한민국의 국회부의장